# Phelsuma laticauda
Il felsuma dalla coda larga (Phelsuma laticauda (Boettger, 1880) è un piccolo sauro della famiglia Gekkonidae, endemico del Madagascar.

## Descrizione
È un geco di taglia medio-piccola, che può raggiungere lunghezze di 12-14 cm.

## Biologia
È una specie arboricola, che predilige palme e banani, nonché la cosiddetta "palma del viaggiatore" (Ravenala madagascariensis).

### Riproduzione
È una specie ovipara.

## Distribuzione e habitat
La specie è nativa del Madagascar settentrionale. A seguito di introduzione fortuita da parte dell'uomo si è diffusa anche nelle isole Comore, nelle Seychelles meridionali, a Réunion, a Mauritius, nonché alle isole Hawaii e nella Polinesia francese.

## Conservazione
La IUCN Red List classifica P. laticauda come specie a basso rischio (Least Concern).
La specie è inserita nella Appendice II della Convention on International Trade of Endangered Species (CITES).